# Giurì Robertson
Il Giurì Robinson (in inglese Robertson Panel) era una commissione d'inchiesta statunitense sugli UFO promossa dalla CIA negli anni cinquanta. Era composta da 16 membri, tra cui alcuni scienziati, e presieduta dal fisico Howard Percy Robertson. La commissione cominciò a riunirsi nel 1953 e ad esaminare i dati emersi dal Progetto Blue Book.  
L'esistenza del Giurì Robertson fu inizialmente coperta dal segreto; venne rivelata ufficialmente dall'USAF solo nel 1958 e con l'occasione vennero resi noti i nomi degli scienziati che ne facevano parte ma non quelli degli altri membri. Questi scienziati erano: il fisico Luis Álvarez, il fisico Samuel Abraham Goudsmit, l'astrofisico Thornton Page e l'esperto di missili Frederick Durant; in qualità di membri associati facevano parte della commissione il fisico Lloyd Berkner e l'astronomo Josef Allen Hynek.  
Il rapporto finale del Giurì venne reso noto nel 1967.
La commissione arrivò alle conclusioni che gli UFO:
- non costituivano una minaccia alla sicurezza nazionale degli USA;
- non erano il prodotto della tecnologia di altre nazioni;
- non violavano le leggi fisiche conosciute.

Nel 1975 vennero rivelate alcune raccomandazioni della commissione non rese note in precedenza; in esse si invitava a convincere la gente che gli UFO non costituivano un pericolo e a fare in modo che l'interesse del pubblico verso il fenomeno diminuisse gradualmente mediante il discredito degli avvistamenti.  